# Plavání na Letních olympijských hrách 1924
Plavání na Letních olympijských hrách 1924.

## Přehled medailí
| Pořadí | Země                         | Zlato | Stříbro | Bronz | Celkově |
| ------ | ---------------------------- | ----- | ------- | ----- | ------- |
| 1.     | Spojené státy americké (USA) | 9     | 5       | 5     | 19      |
| 2.     | Velká Británie (GBR)         | 1     | 2       | 1     | 4       |
| 3.     | Austrálie (AUS)              | 1     | 1       | 2     | 4       |
| 4.     | Švédsko (SWE)                | 0     | 2       | 2     | 4       |
| 5.     | Belgie (BEL)                 | 0     | 1       | 0     | 1       |
| 6.     | Maďarsko (HUN)               | 0     | 0       | 1     | 1       |
| Celkem | Celkem                       | 11    | 11      | 11    | 33      |

## Medailisté

### Muži
| Kategorie                    | Zlato | Stříbro                                                                                          | Bronz                                                                                             |
| ---------------------------- | --- | ------------------------------------------------------------------------------------------------ | ------------------------------------------------------------------------------------------------- |
| 100 m volný způsob           | Johnny Weissmüller · Spojené státy americké (USA)                                                              | Duke Kahanamoku · Spojené státy americké (USA)                                                   | Samuel Kahanamoku · Spojené státy americké (USA)                                                  |
| 400 m volný způsob           | Johnny Weissmüller · Spojené státy americké (USA)                                                              | Arne Borg · Švédsko (SWE)                                                                        | Boy Charlton · Austrálie (AUS)                                                                    |
| 1500 m volný způsob          | Boy Charlton · Austrálie (AUS)                                                                                 | Arne Borg · Švédsko (SWE)                                                                        | Frank Beaurepaire · Austrálie (AUS)                                                               |
| 100 m znak                   | Warren Kealoha · Spojené státy americké (USA)                                                                  | Paul Wyatt · Spojené státy americké (USA)                                                        | Károly Bartha · Maďarsko (HUN)                                                                    |
| 200 m prsa                   | Bob Skelton · Spojené státy americké (USA)                                                                     | Joseph De Combe · Belgie (BEL)                                                                   | Bill Kirschbaum · Spojené státy americké (USA)                                                    |
| štafeta 4×200 m volný způsob | Spojené státy americké (USA) · Ralph Breyer · Harry Glancy · Dick Howell · Wally O'Connor · Johnny Weissmüller | Austrálie (AUS) · Frank Beaurepaire · Boy Charlton · Moss Christie · Ernest Henry · Ivan Stedman | Švédsko (SWE) · Åke Borg · Arne Borg · Thor Henning · Gösta Persson · Orvar Trolle · Georg Werner |

### Ženy
| Kategorie                    | Zlato | Stříbro                                                                                             | Bronz                                                                                     |
| ---------------------------- | --- | --------------------------------------------------------------------------------------------------- | ----------------------------------------------------------------------------------------- |
| 100 m volný způsob           | Ethel Lackieová · Spojené státy americké (USA)                                                                      | Mariechen Wehselauová · Spojené státy americké (USA)                                                | Gertrude Ederleová · Spojené státy americké (USA)                                         |
| 400 m volný způsob           | Martha Noreliusová · Spojené státy americké (USA)                                                                   | Helen Wainwrightová · Spojené státy americké (USA)                                                  | Gertrude Ederleová · Spojené státy americké (USA)                                         |
| 100 m znak                   | Sybil Bauerová · Spojené státy americké (USA)                                                                       | Phyllis Hardingová · Velká Británie (GBR)                                                           | Aileen Rigginová · Spojené státy americké (USA)                                           |
| 200 m prsa                   | Lucy Mortonová · Velká Británie (GBR)                                                                               | Agnes Geraghtyová · Spojené státy americké (USA)                                                    | Gladys Carsonová · Velká Británie (GBR)                                                   |
| štafeta 4×100 m volný způsob | Spojené státy americké (USA) · Euphrasia Donnellyová · Gertrude Ederleová · Ethel Lackieová · Mariechen Wehselauová | Velká Británie (GBR) · Florence Barkerová · Constance Jeansová · Grace McKenzieová · Iris Tannerová | Švédsko (SWE) · Aina Bergová · Gurli Ewerlundová · Wivan Petterssonová · Hjördis Töpelová |